# Hexomyza
Hexomyza is een geslacht van insecten uit de familie Agromyzidae (mineervliegen).

## Beschrijving
Deze insecten hebben een donker lichaam en rokerig bruine vleugels en veroorzaken gallen op twijgen van populieren.

## Verspreiding en leefgebied
Dit geslacht komt voor op het gehele noordelijk halfrond, Zuid-Afrika en Australië.

## Soorten
- H. cecidogena (Hering, 1927)
- H. centaureae Spencer, 1966
- H. salicis (Malloch, 1913)
- H. sarothamni

Bremtakmineerder (Hendel, 1923)
- H. schineri (Giraud, 1861)
- H. simplex (Loew, 1869)
- H. simplicoides

Wilgentakmineervlieg (Hendel, 1920)
- H. winnemanae (Malloch, 1913)